# Karen Krauß
Karen Krauß (* 12. Januar 1964) ist eine deutsche Juristin und Richterin am Bundessozialgericht in Kassel. Seit dem 1. Januar 2022 ist sie Vorsitzende Richterin und leitet den 8. Senat.

## Leben
Karen Krauß studierte Rechtswissenschaft an Universitäten in Hamburg und Freiburg. Sie schloss das Studium 1988 mit dem Ersten Juristischen Staatsexamen ab. Es folgte das Referendariat, das sie mit dem Zweiten Juristischen Staatsexamen in Stuttgart Anfang 1991 abschloss. Es folgte eine Tätigkeit als Rechtsschutzsekretärin der ÖTV in Berlin. 1992 wurde sie Richterin in der Sozialgerichtsbarkeit des Landes Berlin. Über das gesamte Jahr 1997 war sie abgeordnet an das Landessozialgericht Berlin und von Juni 1998 bis September 1999 an das Bundessozialgericht. Im Mai 1999 wurde sie zur Richterin am Landessozialgericht Berlin ernannt. Seit dem 1. Juli 2005 gehört sie dem Landessozialgericht Berlin-Brandenburg an. In dieser Zeit an den Landessozialgerichten war sie zuständig für Rechtsstreitigkeiten aus den Bereichen der Rentenversicherung, der Arbeitsförderung, der Krankenversicherung und der Grundsicherung für Arbeitsuchende. Ab Juli 2004 war sie außerdem Präsidialrichterin in der Gerichtsverwaltung.
Im September 2008 wurde sie Richterin am Bundessozialgericht, wo sie zunächst dem für Fragen der Grundsicherung für Arbeitsuchenden zuständigen 14. Senat des Bundessozialgerichts angehörte. 2020 war sie dem 7. und 8. Senat zugewiesen. Seit der Übernahme des Vorsitzes, gehört sie nur noch dem 8. Senat an.
Karen Krauß befasst sich auch wissenschaftlich mit Beiträgen zu Handbüchern und zu Gesetzeskommentaren mit dem sozialgerichtlichen Verfahrensrecht, dem Arbeitsförderungsrecht, der Grundsicherung für Arbeitsuchende und dem Asylbewerberleistungsgesetz.

## Schriften (Auswahl)
- Ulrich Wenner/Franz Terdenge/Karen Krauß: Grundzüge der Sozialgerichtsbarkeit, Erich Schmidt Verlag, Berlin 2005. 3., neu bearbeitete und erweiterte Auflage, ISBN 978-3-503-08399-2[5]